# تامار کولیدزه
تامار کولیدزه (گرجی: თამარ ქველიძე؛ زادهٔ ۱۷ اوت ۱۹۹۰) بازیکن فوتبال اهل گرجستان است.
وی همچنین در تیم ملی فوتبال گرجستان بازی کرده‌است.